# M33-20-4
M33-20-4 – amerykański silnik rakietowy na stały materiał pędny, firmy Thiokol. Używany wyłącznie w członie Castor 1. Został użyty w ilości około 141 sztuk.